# Веллинг, Борис Константинович

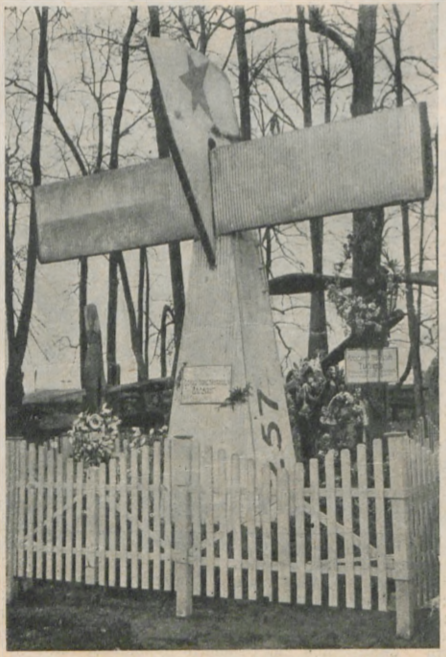
Могила Б. К. Веллинга на Московском Братском кладбище

Борис Константинович Веллинг (1892—1923) — русский лётчик, участник первых советских перелётов.

## Биография
Родился в 1892 году.
В ноябре 1914 года, будучи студентом Московского технического училища, добровольно вступил в Русскую императорскую армию. Был командирован в Московскую школу авиации, которую окончил в августе 1915 года. Со званием летчика принимал участие в составе 12-го корпусного отряда в Первой мировой войне. В чине прапорщика Веллинг выполнял разведывательные полеты на самолёте «Ньюпор». Затем был направлен в Москву для приемки и освоения новых аэропланов «Моран». Был инструктором в Московской школе авиации. После Февральской революции стал ее начальником.
Во время гражданской войны воевал на Восточном и Туркестанском фронтах.
1 мая 1918 года под руководством Б. К. Веллинга прошло воздушное выступление на первом военном параде Красной Армии (в котором участвовали свыше десяти аэропланов «Сопвич», «Ньюпор» и «Вуазен»).
Борис Веллинг был участником первых советских дальних перелетов в 1921—1923 годах: в 1921 году совершил перелет Полторацк-Каган-Керки-Термез и обратно; следующий перелет состоялся в сентябре 1922 года по кольцевому маршруту Москва-Смоленск-Витебск-Гомель-Киев-Одесса-Севастополь-Харьков-Москва; в мае-июне 1923 года совершил дальний перелет Москва-Харьков-Ростов-на-Дону-Тифлис-Баку-Красноводск-Ашхабад-Бухара-Хива-Казалинск-Оренбург-Борисоглебск-Москва.
В 1922 году Веллинг был назначен начальником отдела учебных заведений Воздушного Флота РСФСР.
Погиб во время инструкторского полёта на Юнкерсе J-13 18 ноября 1923 года на аэродроме им. Троцкого вместе с мотористом Тимашевым.
Был похоронен в Москве на Братском кладбище. Позднее перезахоронен на Новодевичьем кладбище.
Именем Б. К. Веллинга был до 2020 года назван самолёт Sukhoi Superjet 100 с регистрационным номером RA-89043 (заводской № 95074).

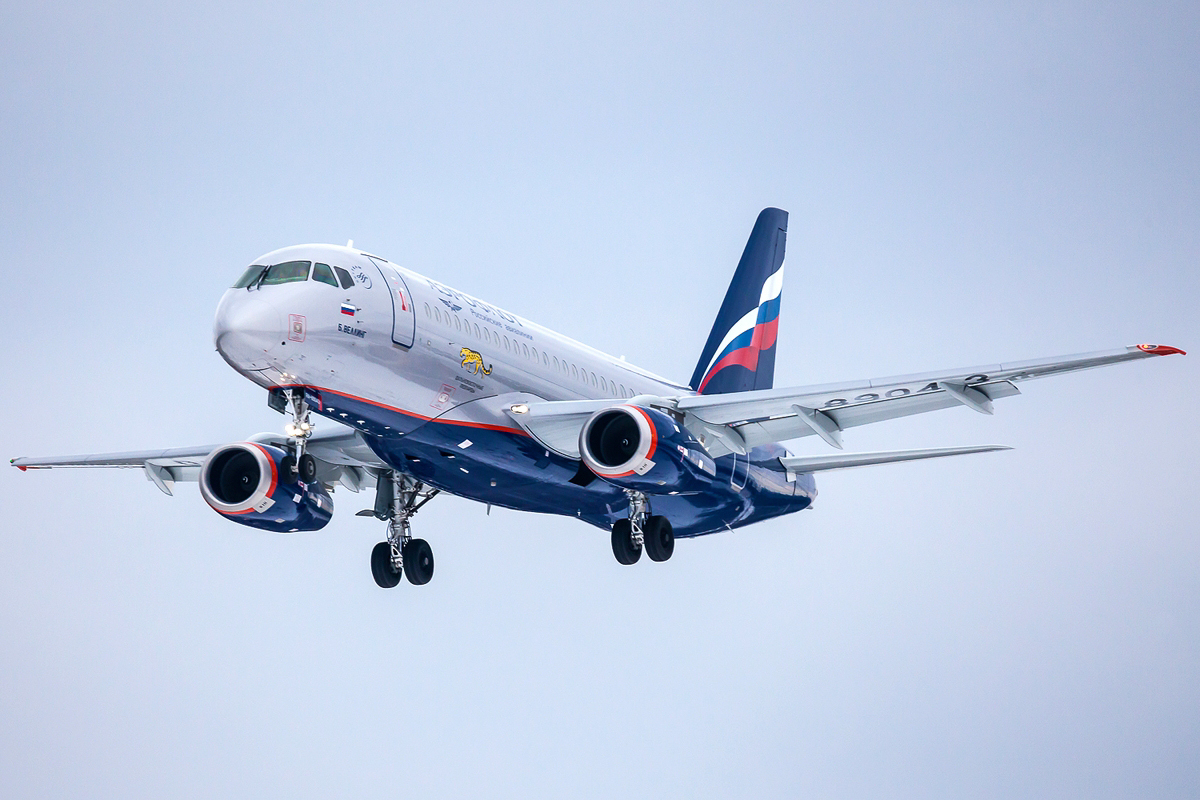
Sukhoi Superjet 100 RA-89043
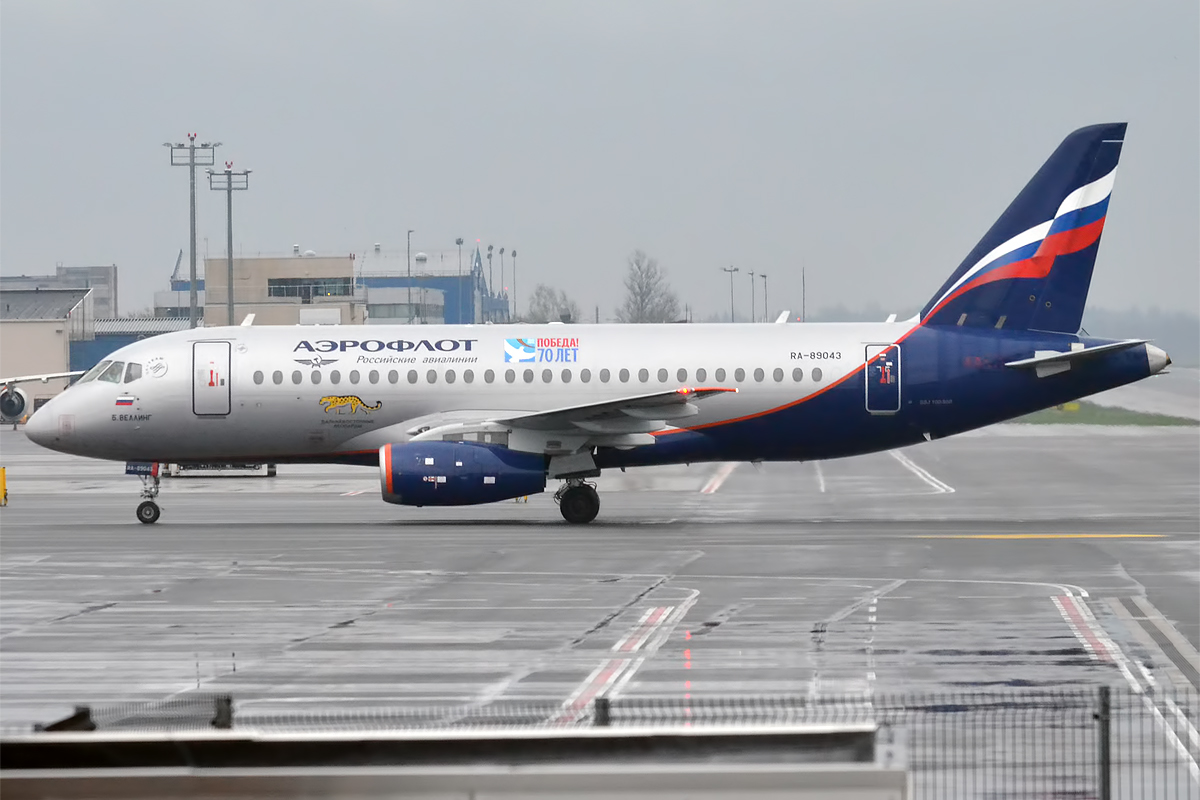
На стоянке
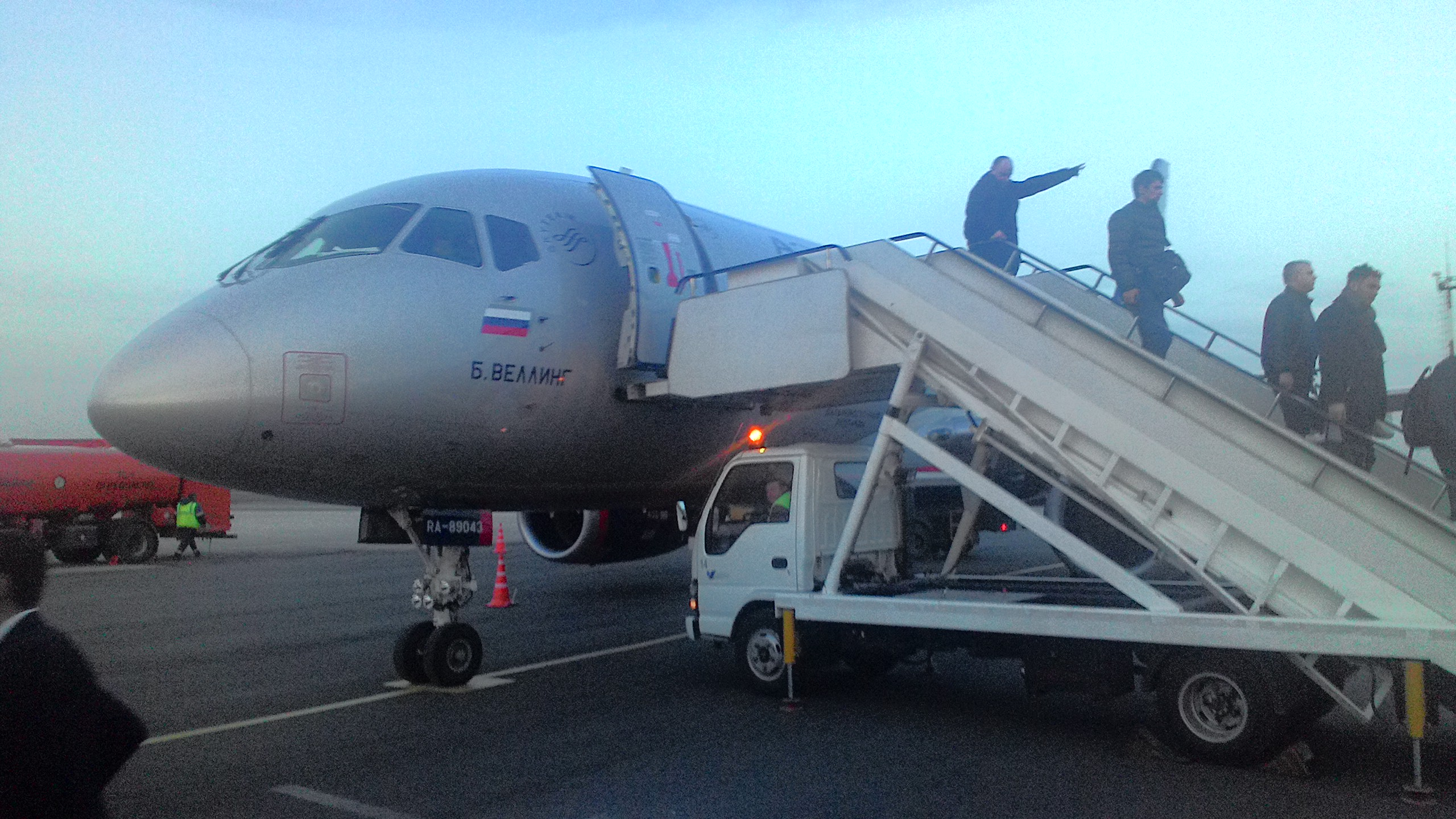
В аэропорту Саратова